# Carl Steiger
Carl Eduard Steiger, auch Karl Steiger (* 20. September 1857 in Bauma, Kanton Zürich; † 24. Juli 1946 in Kilchberg, Kanton Zürich; heimatberechtigt in Flawil), war ein Schweizer Flugzeugkonstrukteur, Flugpionier und Maler.

## Leben und Werk
Carl Steiger war der Sohn des in Bauma niedergelassenen St. Galler Webereibesitzers Conrad Eduard Steiger und dessen Frau Anna Catharina geb. Hugentobler. Sein mittlerer Bruder war der Erfinder Otto Steiger. Carl Steiger liess sich in München als Ingenieur und von 1879 bis 1881 an der Akademie der Bildenden Künste zum Maler ausbilden.
Mit einem selbst konstruierten schwanzlosen Gleiter gelang Steiger im Winter 1891 ein erster Schwebeversuch. Im selben Jahr veröffentlichte er ein Büchlein mit dem Titel Vogelflug und Flugmaschinen, das in München erschien und von dem er 500 Exemplare verkaufen konnte.
1892 konstruierte Steiger im Hinblick auf ein amerikanisches Patent einen mit Luftschrauben angetriebenen Hochdecker. Als passionierter Wassersportler orientierte er sich an den Schrauben von Wasserfahrzeugen und reichte 1905 eine Luftschraube für einen «Screw-Propeller» als USA-Patent ein, das am 24. November 1908 erteilt wurde. Das Patent liess Steiger bald verfallen.
Zusammen mit seinem Freund F. J. Voltz-Sprüngli baute Steiger 1908 in der Kilchberger «Bösch-Schiffswerft» einen Doppeldecker, der jedoch wegen fehlender Motorenleistung nie flog.
Nach den Motorflugversuchen wendeten sich Steigers Studien dem Vogelflug zu. So konstruierte er 1911 einen «gebrauchsfähigen künstlichen Vogel» in der Form einer Möwe mit einklappbarem Fahrgestell. 1914 folgte ein überlebensgrosses Albatrosmodell. Steiger stellte seine Konstruktionen jeweils in den Windkanal der ETH Zürich und konnte so die Modelle optimieren. Seine Studien über die Aerodynamik des Vogelfluges betrieb und faszinierten Steiger bis ins hohe Alter.
Carl Steiger war der Vater von der Montessori-Kindergärtnerin Irma Sandreuter-Steiger und von dem Architekten Rudolf Steiger. Sein Enkel Peter Steiger lehrte während 20 Jahren als Professor für Architektur an der Technischen Universität Darmstadt.